# ディスプレイ業
ディスプレイ業（ディスプレイぎょう）とは、
主として販売促進、教育啓蒙、情報伝達等の機能を発揮させることを目的として、店舗、博覧会々場、催事などの展示等に係る調査、企画、設計、展示、構成、製作、施工監理を一貫して請負い、これら施設の内装、外装、展示装置、機械設備（音響、映像等）などを総合的に構成演出する業務を行う事業所をいう。
日本標準産業分類で、分類番号 9291

## おもな企業
- 三越伊勢丹プロパティ・デザイン
- J.フロント建装（大丸装工）
- エイムクリエイツ
- ジーク （旧ゼニヤ）
- シミズオクト
- パルコスペースシステムズ
- 三井デザインテック
- 船場（東証スタンダード・6540）
- 髙島屋スペースクリエイツ
- 白水社
- GK設計
- スペース（東証プライム・9622）
- 丹青社　（東証プライム・9743）
- 乃村工藝社　（東証プライム・9716）
- ムラヤマ
- ジャパンディスプレイセンター
- フジヤ

## 脚註
1. ↑  “日本標準産業分類（平成25年10月改定）（平成26年4月1日施行）－分類項目名”.   総務省 (2015年10月). 2016年3月21日閲覧。